# Schmidt Peak
Lo Schmidt Peak, (in lingua inglese: Picco Schmidt), è un picco roccioso antartico, situato lungo il versante meridionale del California Plateau, e che delimita l'estremità di una piccola dorsale posta 6 km a nordest del Parker Bluff, nei Monti della Regina Maud, in Antartide.

## Storia
Il picco è stato mappato dall'United States Geological Survey (USGS) sulla base di rilevazioni e foto aeree scattate dalla U.S. Navy nel periodo 1960-64.
La denominazione è stata assegnata dall'Advisory Committee on Antarctic Names (US-ACAN) in onore di Dennis C. Schmidt, fotografo della squadriglia VX-6 della U.S. Navy durante l'Operazione Deep Freeze del 1963, 1964 e 1967.